# Испередъю
Испередъю — река в России, протекает по территории Троицко-Печорского района Республики Коми. Устье реки находится в 124 км по правому берегу реки Илыч. Длина реки — 64 км, площадь водосборного бассейна — 603 км².
Высота устья — 128,7 м над уровнем моря.
Исток реки находится на западных склонах возвышенности Ыджид-Парма (предгорья Северного Урала) северо-западнее вершины Нэрыс (597 м НУМ). Река стекает с возвышенности в долину Илыча, течёт на юг, вдоль западных склонов Ыджид-Пармы, в низовьях поворачивает на юго-запад. Всё течение проходит в ненаселённой холмистой тайге. В среднем течении образует долину между Ыджид-Пармой и горой Испередъю (409 НУМ). Впадает в Илыч у острова Испередди. Ширина реки у устья — около 30 м, скорость течения 0,5 м/с.

## Притоки
- Западный Испередъювож (пр)
- Северный Испередъювож (пр)
- Давъёль (пр)
- Южный Испередъювож (лв)
- Восточный Испередъювож (лв)
- Ефим-Иван-Ёль (лв)
- Ыбысаёль (лв)
- Асыввож (лв)

## Данные водного реестра
По данным государственного водного реестра России относится к Двинско-Печорскому бассейновому округу, водохозяйственный участок реки — Печора от истока до водомерного поста у посёлка Шердино, речной подбассейн реки — Бассейны притоков Печоры до впадения Усы. Речной бассейн реки — Печора.